# جيمس مارسترز
جيمس مارسترز (بالإنجليزية: James Marsters)‏ مواليد 20 أغسطس 1962 في كاليفورنيا، الولايات المتحدة، هو ممثل أمريكي بدأ مسيرته الفنية عام 1987.

## الأعمال

### أفلام
- بي إس أنا أحبك

### مسلسلات
- بافي قاتلة مصاصي الدماء (الدور: سبايك)

## روابط خارجية
- جيمس مارسترز على موقع IMDb (الإنجليزية)
- جيمس مارسترز على موقع روتن توميتوز (الإنجليزية)
- جيمس مارسترز على موقع ألو سيني (الفرنسية)
- جيمس مارسترز على موقع ميوزك برينز (الإنجليزية)
- جيمس مارسترز على موقع أول موفي (الإنجليزية)
- جيمس مارسترز على موقع قاعدة بيانات الأفلام السويدية (السويدية)
- جيمس مارسترز على موقع إن إن دي بي (الإنجليزية)
- جيمس مارسترز على موقع ديسكوغز (الإنجليزية)
- جيمس مارسترز على موقع قاعدة بيانات الفيلم (الإنجليزية)
- جيمس مارسترز على موقع كينوبويسك (الروسية)